# La Rançon (téléfilm)
 (décembre 2022).
Pour les articles homonymes, voir La Rançon.
La Rançon  est un téléfilm franco-suisse d'Yvan Butler diffusé en 1983.

## Fiche technique
- Réalisation : Yvan Butler
- Musique : Beatrice Lapp
- Image: Pavel Korinek
- Durée : 90 minutes
- Coproduction :  Antenne-2 France, Télvétia, Télévision suisse romande (TSR)

## Distribution
- Maurice Aufair
- Madeleine Caboche
- Guy Jacquet
- Jean-Pierre Malo
- Patrick Norbert
- Katja Rupé
- Helene Sanmarti
- Celio Teco
- Nicole Wicht